# Шумово (Челябинская область)
Шу́мово — село в Красноармейском районе Челябинской области. Административный центр Шумовского сельского поселения.

## География
Село расположено на южном берегу озера Мыркай, на расстоянии 12 км от села Миасское, административного центра района.

## Население
| 2002 | 2010 |
| ---- | ---- |
| 1062 | ↘963 |

### Половой состав
По данным Всероссийской переписи, в 2010 году численность населения села составляла 963 человека (435 мужчин и 528 женщин).

## Улицы
| - ул. Береговая, - ул. Зелёная, - ул. Лесная, - ул. Луговая, | - ул. Майская, - ул. Мира, - ул. Молодёжная, - ул. Новая, | - ул. Озёрная, - ул. Первомайская, - ул. Полевая, - ул. Проезжая, | - ул. Советская, - ул. Советская 2-я, - ул. Солнечная, - ул. Школьная. |